# Born Again (альбом The Notorious B.I.G.)
Born Again (рус. Рождённый заново) — второй посмертный альбом американского рэпера The Notorious B.I.G., выпущенный 7 декабря 1999 года на лейбле Bad Boy Records.
Альбом был выпущен спустя почти три года после смерти рэпера, и содержит как уже записанный, так и ранее неслыханный материал от Бигги с новыми битами и приглашёнными рэперами.
Альбом в основном был спродюсирован командой продюсеров лейбла Bad Boy Records, The Hitmen (Daven «Prestige» Vanderpool, Mario «Yellow Man» Winans, Deric «D-Dot» Angelettie, Nashiem Myrick, Chucky Thompson), а также Nottz, DJ Clark Kent, DJ Premier, Mannie Fresh и другими. В записи альбома приняли участие рэперы Lil' Kim, P. Diddy, Eminem, Cash Money Millionaires, Mark Curry, Snoop Dogg, Busta Rhymes, Junior M.A.F.I.A., Too $hort, Sadat X, Method Man, Redman, G-Dep, Craig Mack, Missy Elliott, Mobb Deep, Joe Hooker, Black Rob, Ice Cube, Beanie Sigel, K-Ci & JoJo и Nas.
Born Again дебютировал под номером 1 в чартах Billboard 200 и Top R&B/Hip Hop Albums в американском журнале Billboard. Альбом был сертифицирован RIAA как дважды «платиновый» 14 января 2000 года. По данным Soundscan, за первую неделю было продано 485 тысяч копий альбома.
Два сингла из альбома попали в чарты американского журнала Billboard: «Dead Wrong» и «Notorious B.I.G.». На оба сингла были сняты видеоклипы. «Notorious B.I.G.» также достиг 16 места в чарте UK Singles Chart в Великобритании.

## Приём критиков
| Оценки критиков               | Оценки критиков        |
| Источник                      | Оценка                 |
| ----------------------------- | ---------------------- |
| Allmusic                      | [ 1 ]                  |
| Robert Christgau              | ссылка                 |
| The A.V. Club                 | (благоприятный) ссылка |
| Entertainment Weekly          | B+ ссылка              |
| Pitchfork                     | 6.0/10                 |
| Rolling Stone                 | ссылка                 |
| The Rolling Stone Album Guide | [ 11 ]                 |
| Los Angeles Times             | ссылка                 |

Альбом получил смешанные отзывы от критиков. Кит Фарли из Allmusic присвоил альбому три звезды из пяти, добавив «Для поклонников B.I.G. это ещё один необходимый в коллекции альбом, но для тех, кто думает, что рэп-индустрия заходит слишком далеко в погоне за всемогущим долларом, Born Again — ещё одно доказательство.». Энтони ДеКуртис из Entertainment Weekly оценил альбом на B+, добавив «Стратегия работает с пугающим эффектом. Born Again не только заставляет Бигги казаться живым, но и звучит как альбом, который он мог бы создать, если бы жил, чтобы поглотить все изменения, произошедшие в хип-хопе.». В современном обзоре для Rolling Stone, журналист Touré писал, что «Born Again, третий альбом The Notorious B.I.G. (после Ready to Die 1994 года и Life After Death 1997 года), является продуктом долгожданного открытия хранилища. Наряду с некоторыми посмертными работами по вырезанию и вставке, новые биты были наложены на старые рифмы B.I.G., некоторые ранее не выпущенные и другие, уже знакомые фанатам, такие как Who Shot Ya и легендарная третья часть Real Niggas, получившая новый бит и переименованная в Notorious B.I.G. Единственная настоящая находка здесь — это потрясающий Dead Wrong, на котором B.I.G.  изображён в расцвете сил. Альбом не повредит его наследию. Но Born Again также не улучшит это наследие.». Роб Шеффилд позже написал в The Rolling Stone Album Guide (2004), «посмертный Born Again доказал, что Бигги всё ещё мертв, но его место в Зале славы МС остаётся неприкосновенным.».

## Список композиций
| #  | Название                                                                   | Оригинальная акапелла                                     | Продюсер                                                                                                | Семпл(ы) | Время |
| -- | -------------------------------------------------------------------------- | --------------------------------------------------------- | --- | --- | ----- |
| 1  | «Born Again» (Intro)                                                       |                                                           | J-Dub & Harve «Joe Hooker» Pierre                                                                       | | 1:28  |
| 2  | «Notorious B.I.G.» (feat. Lil' Kim & Puff Daddy)                           | «Real Niggaz» (Freestyle) (1995)                          | Daven «Prestige» Vanderpool & P. Diddy                                                                  | - Duran Duran — «Notorious» (1986) - Nona Hendryx — «Transformation» (1983) | 3:11  |
| 3  | «Dead Wrong» (feat. Eminem)                                                | «Dead Wrong» (Original Version) (1994)                    | Chucky Thompson, P. Diddy & Mario «Yellow Man» Winans                                                   | - Al Green — «I’m Glad You’re Mine» (1972) - Barrington Levy — «She’s Mine» (1988) - The Stylistics — «Break Up to Make Up» (1972) - Gang Starr — «Now You’re Mine» (1994)       | 4:57  |
| 4  | «Hope You Niggas Sleep» (feat. Hot Boys & Big Tymers)                      | «Dead Wrong» (Original Version) (1994)                    | Mannie Fresh                                                                                            | | 4:10  |
| 5  | «Dangerous MC’s» (feat. Mark Curry, Snoop Dogg & Busta Rhymes)             | «The Ugliest» by Busta Rhymes (1996)                      | Dominick «Nottz» Lamb                                                                                   | | 5:15  |
| 6  | «Biggie» (feat. Junior M.A.F.I.A.)                                         | «Let’s Get It On» by Eddie F. And The Untouchables (1994) | Nashiem Myrick                                                                                          | - New York City — «Hang Your Head in Shame» (1973) | 5:22  |
| 7  | «Niggas»                                                                   | «Niggas» (Original Version) (1993)                        | P. Diddy, Ramahn «Jer-Z» Herbert & Clemont «Cash Us Clay» Mack, Mario «Yellow Man» Winans (co-producer) | - Curtis Mayfield — «(Don’t Worry) if There’s a Hell Below, We’re All Going to Go» (1970)                                                                                        | 3:48  |
| 8  | «Big Booty Hoes» (feat. Too $hort)                                         | «Bust a Nut» by Luke (1996)                               | Daven «Prestige» Vanderpool                                                                             | - Idris Muhammad — «Crab Apple» (1977) | 3:27  |
| 9  | «Would You Die for Me?» (feat. Lil' Kim & Puff Daddy)                      |                                                           | P. Diddy & Daven «Prestige» Vanderpool                                                                  | - Prince — «Kiss» (1986) - The Notorious B.I.G. — «Friend of Mine» (1994) | 3:36  |
| 10 | «Come On» (feat. Sadat X)                                                  | «Come On» (Original Version) (1994)                       | Clark Kent                                                                                              | - Doc Severinsen — «For Mama (La Mamma)» (1965) | 4:37  |
| 11 | «Rap Phenomenon» (feat. Redman & Method Man)                               | «Keep Your Hands High» by Tracey Lee (1997)               | DJ Premier                                                                                              | - Keni Burke — «Risin' to the Top» (1982) - Nancy Wilson — «Everyone Knows» (1971) - The Notorious B.I.G. — «Kick In The Door» (1997) - The Notorious B.I.G. — «The What» (1994) | 4:02  |
| 12 | «Let Me Get Down» (feat. G-Dep, Craig Mack & Missy «Misdemeanor» Elliott)  | «Let Me Get Down» (Original Version) (1995)               | Deric «D-Dot» Angelettie                                                                                | - Barry White — «Love Serenade» (1975) - Chuckii Booker — «Games» (1992) | 4:33  |
| 13 | «Tonight» (feat. Mobb Deep & Joe Hooker)                                   | «Long Kiss Goodnight» (1997)                              | P. Diddy & Chris «Cornbread» Cresco                                                                     | - Diana Ross & Marvin Gaye — «Just Say, Just Say» (1973) | 6:08  |
| 14 | «If I Should Die Before I Wake» (feat. Black Rob, Ice Cube & Beanie Sigel) | «Stop The Breaks» by Ron G (1994)                         | Deric «D-Dot» Angelettie, Eric «Coptic» Matlock & Henri Charlemagne                                     | | 4:51  |
| 15 | «Who Shot Ya?»                                                             |                                                           | Nashiem Myrick                                                                                          | - David Porter — «I’m Afraid The Masquerade Is Over» (1971) | 3:48  |
| 16 | «Can I Get Witcha» (feat. Lil' Cease)                                      |                                                           | Chucky Thompson                                                                                         | - Bell & James — «Livin' It Up (Friday Night)» (1978) | 3:36  |
| 17 | «I Really Want to Show You» (feat. K-Ci & JoJo & Nas)                      | «Everyday Struggle» (1994)                                | Andreo «Fanatic» Heard & P. Diddy                                                                       | - Tom Browne — «Charisma» (1981) - Jodeci — «Come & Talk to Me» (1991) | 5:09  |
| 18 | «Ms. Wallace» (Outro)                                                      |                                                           | Harve «Joe Hooker» Pierre & Voletta Wallace                                                             | | 3:18  |

## Born Again (Advance Promo CD-R) (1999)
1. «B.I.G. Intro» (Не вошедшее в альбом) — 1:23
2. «Tonight» (feat. Mobb Deep & Joe Hooker) (Полная версия) — 6:56
3. «Niggas» (Первоначальный микс) — 3:35
4. «Big Booty Hoes» (feat. Too Short) (Полная версия) — 4:14
5. «House Of Pain» (feat. 2Pac, Stretch & Joe Hooker) (Bad Boy Remix) (Ремикс на «House Of Pain» (1993)) — 4:24
6. «Can I Get Witcha» (feat. Lil' Cease) (Полная версия) — 4:09
7. «I Really Want To Show You» (feat. K-Ci & JoJo and Nas) (Полная версия) — 5:24
8. «Where The Party At?» (feat. Faith Evans) (Ремикс на «Party and Bullshit» (1993)) — 4:11
9. «Dangerous Mc's» (feat. Mark Curry & Busta Rhymes) (Версия без Snoop Dogg) — 5:15
10. «Tim Westwood Interlude» (Freestyle on Radio 1 Rap Show) [March 19, 1995] — 2:37
11. «Interlude» (Не вошедшее в альбом) — 1:21
12. «Notorious B.I.G.» (feat. Lil' Kim & Puff Daddy) (Без вступления) + Dead Wrong (feat. Eminem & Busta Rhymes) (скрытый трек) — 9:18

## Чарты

### Еженедельные чарты
| Чарт (1999)                            | Высшая позиция |
| -------------------------------------- | -------------- |
| США (Billboard 200)                    | 1              |
| США (Billboard Top R&B/Hip-Hop Albums) | 1              |
| Великобритания (UK Albums Chart)       | 70             |
| Великобритания (UK R&B Albums Chart)   | 9              |
| Нидерланды (Album Top 100)             | 82             |
| Германия (Offizielle Top 100)          | 47             |
| Канада (Canadian Albums Chart)         | 14             |

### Итоговые годовые чарты (альбом)
| Чарт (2000)                          | Позиция |
| ------------------------------------ | ------- |
| Top Billboard 200 Albums (Billboard) | 45      |
| Top R&B/Hip-Hop Albums (Billboard)   | 9       |

### Синглы
| 2000 | «Dead Wrong»       | —  | 39 | — | —  |
| 2000 | «Notorious B.I.G.» | 82 | 30 | — | 16 |

## Сертификация
| Регион                                                      | Сертификация  | Продажи    |
| ----------------------------------------------------------- | ------------- | ---------- |
| США (RIAA)                                                  | 2× Платиновый | 2 000 000^ |
| ^ Данные о тиражах приведены только на основе сертификации. |               |            |